# 米富和郎
米富 和郎（よねとみ かずお、1982年10月8日 - ）は、大阪府出身の日本の柔道家。60kg級の選手。身長161cm。組み手は左組み。得意技は背負投。

## 経歴
柔道は8歳の時に始めた。下福島中学から比叡山高校へ進むと、2年の時にはインターハイ60kg級で3位になった。全日本ジュニアでは2位となった。3年の時にはインターハイで2位にとどまるも、全日本ジュニアでは優勝を飾った。世界ジュニアでは2回戦で敗れた。2001年に天理大学へ進むと、全日本ジュニアで2連覇を達成した。正力杯では3位、体重別団体では2位だった。2年の時には学生体重別と世界学生でそれぞれ優勝を飾った。嘉納杯では3位だった。3年の時には体重別団体で3位だった。ロシア大統領杯の団体戦では優勝した。4年の時には学生体重別で2年ぶり2度目の優勝を飾ると、世界学生では2連覇を達成した。講道館杯では3位だった。2005年には高陽住宅販売の所属となると、体重別では決勝で警視庁の江種辰明に敗れるも2位となった。2006年の嘉納杯でも3位だった。2007年には新日鐵住金広畑製鐵所の所属に変わった。2009年からは比叡山高校の教員となって、遠藤宏美などを指導した。なお、世界学生の70kg級で優勝した同じ職場の七條芳美と結婚した。

## 主な戦績
- 1999年 -　インターハイ　3位
- 1999年 -　全日本ジュニア　2位
- 2000年 -　フランスジュニア国際　3位
- 2000年 -　インターハイ　2位
- 2000年 -　全日本ジュニア　優勝
- 2001年 -　全日本ジュニア　優勝
- 2001年 -　正力杯　3位
- 2001年 -　体重別団体　2位
- 2002年 -　オーストリア国際　3位
- 2002年 -　学生体重別　優勝
- 2002年 -　世界学生　優勝
- 2003年 -　嘉納杯　3位
- 2003年 -　体重別団体　3位
- 2003年 -　ロシア大統領杯　団体戦　優勝
- 2004年 -　学生体重別　優勝
- 2004年 -　体重別団体　3位
- 2004年 -　講道館杯　3位
- 2004年 -　世界学生　優勝
- 2005年 -　体重別　2位
- 2005年 -　イタリア国際　優勝
- 2005年 -　韓国国際　3位
- 2006年 -　嘉納杯　3位

(出典、JudoInside.com)